# Borough of Wellingborough
Wellingborough war ein Verwaltungsbezirk mit dem Status eines Borough in der Grafschaft Northamptonshire in England. Verwaltungssitz war die Stadt Wellingborough, in der etwa zwei Drittel der Bevölkerung lebte. Weitere bedeutende Orte waren Bozeat, Earls Barton, Irchester und Wollaston.
Der Bezirk wurde am 1. April 1974 gebildet und entstand aus der Fusion des ursprünglichen Borough of Wellingborough und des Rural District Wellingborough. Am 1. April 2021 wurde der District aufgelöst und ging in der neugeschaffenen Unitary Authority North Northamptonshire auf.